# Runcu, Suceava
Runcu este un sat în comuna Cacica din județul Suceava, Bucovina, România.

## Populație
Conform recensământului din 2002, populația satului Runcu era de 206 locuitori.
Componența etnică a populației:
| Grup etnic | Populație | % Procentaj |
| ---------- | --------- | ----------- |
| Români     | 118       | 57,3%       |
| Polonezi   | 47        | 22,8%       |
| Ucraineni  | 41        | 19,9%       |

Împărțirea populației în funcție de limba maternă:
| Limbă maternă | Populație | % Procentaj |
| ------------- | --------- | ----------- |
| Română        | 118       | 57,3%       |
| Poloneză      | 47        | 22,8%       |
| Ucraineană    | 41        | 19,9%       |

## Obiective turistice
- Biserica greco-catolică ucraineană din Runcu

## Imagini

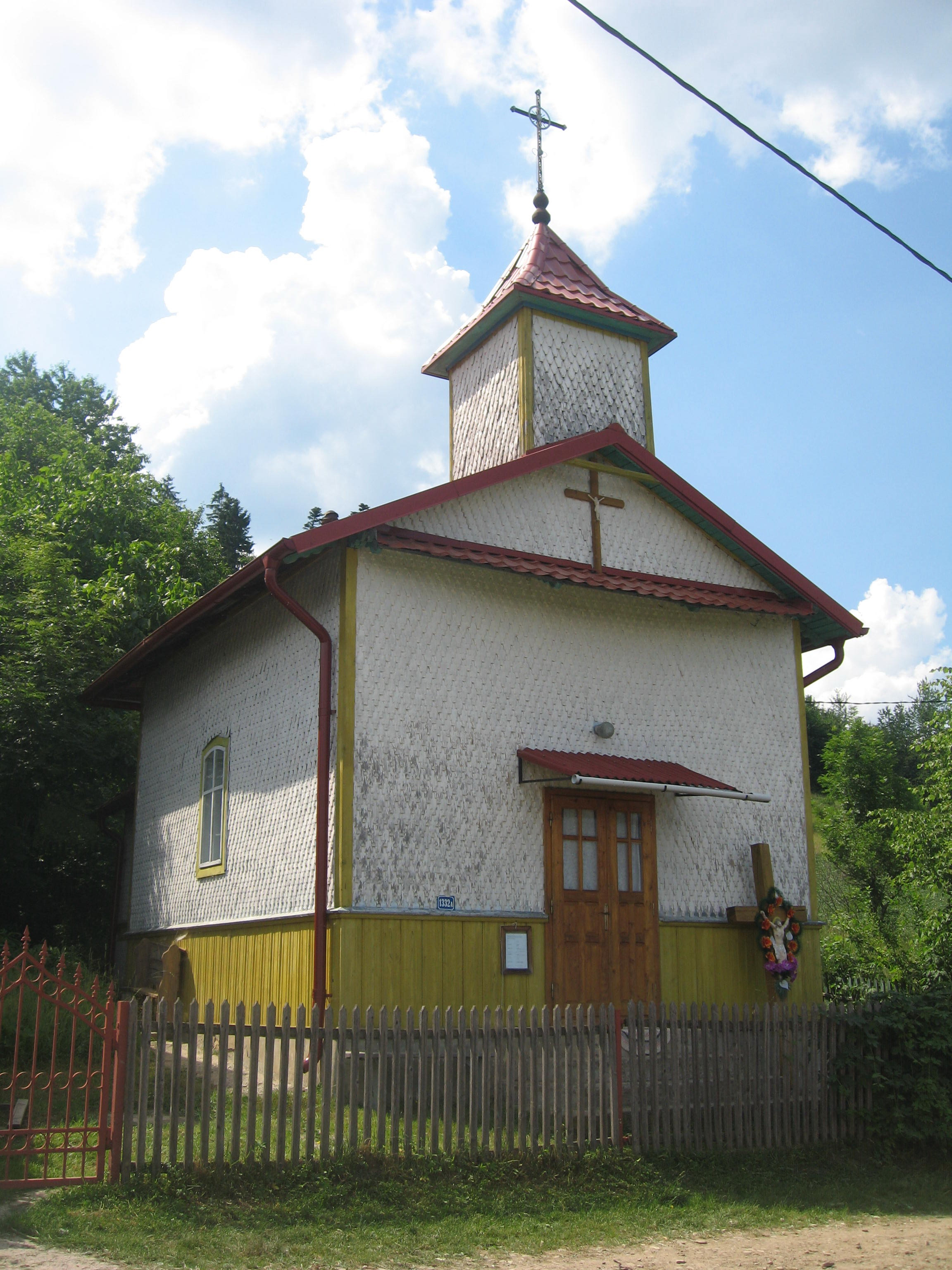
Biserica greco-catolică ucraineană din Runcu
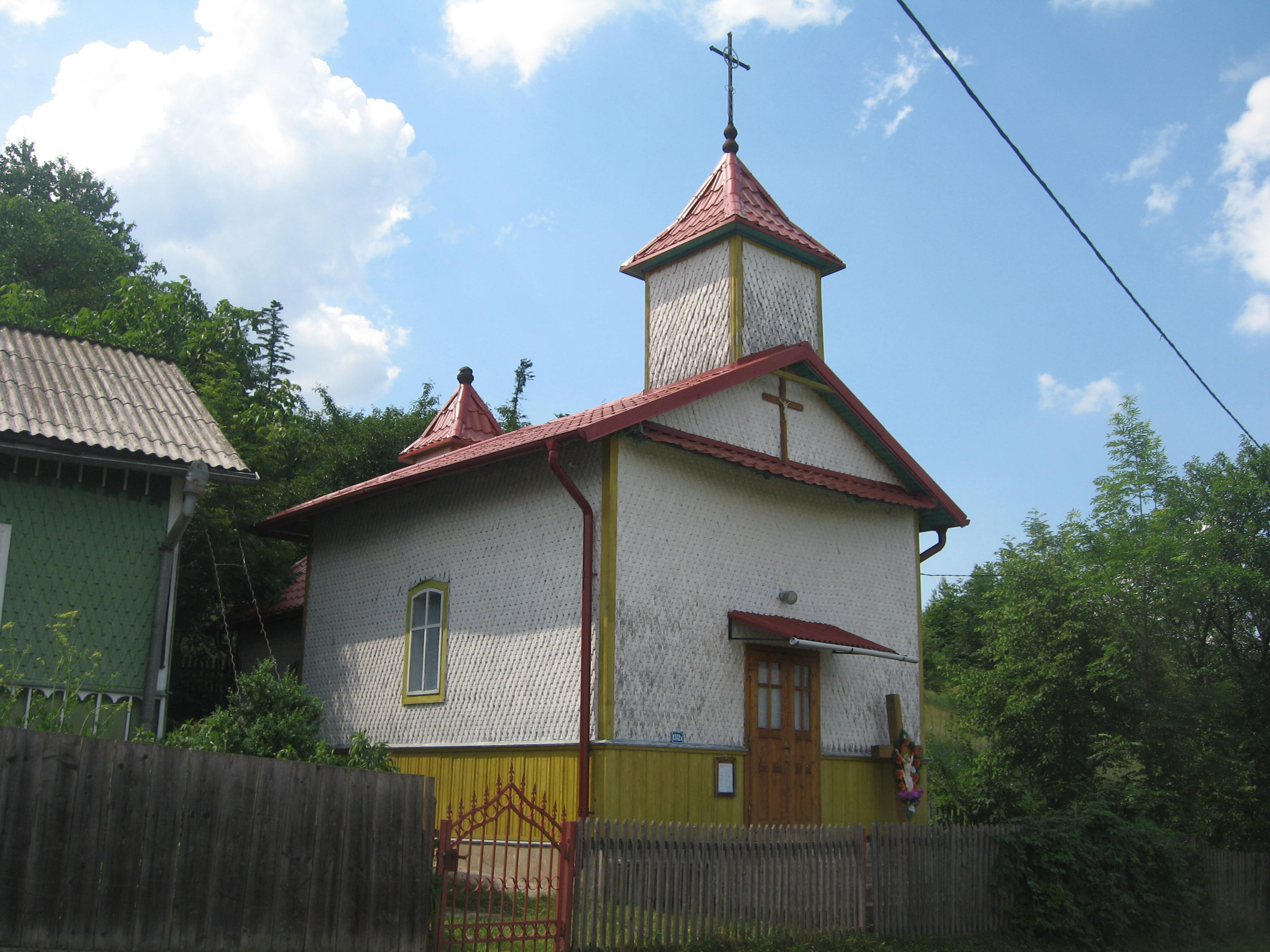
Biserica greco-catolică ucraineană din Runcu